# Barkborrar
Barkborrar (Scolytinae) är en underfamilj som tillhör överfamiljen vivlar inom ordningen skalbaggar. Ibland har barkborrarna istället behandlats som egen familj, som då har det vetenskapliga namnet Scolytidae. Det finns runt 6 000 arter av barkborrar i världen.

## Ekologi
Den absoluta merparten av arterna använder träd som värd för sina larver, och olika arter specialierar sig vanligen på olika arter av träd. De gnager gångar i den perifera (ytliga) veden främst i döende träd, timmerstockar eller stubbar, men några arter kan även slå sig ner i friska träd.
Flera arter anses vara svåra skadeinsekter på skogen. Larverna lever i allmänhet mellan barken och veden, men några arter gör gångar djupt in i veden. Typiskt för barkborrarna är deras speciella gångsystem under barken. Dessa är olika för olika arter, men i allmänhet uppvisas två slags gångar – dels "modergångar", gjorda av den äggläggande honan, dels från dessa utstrålande "larvgångar".

## Barkborrar i Sverige
I Sverige finns över 80 arter, de flesta är inte längre än tre millimeter. Granbarkborren är en av de för det svenska skogsbruket skadligaste insekterna. Om angreppen är omfattande kan den döda stående gran, bland annat då den för med sig blånadssvampar som infekterar veden. Granbarkborren svärmar på försommaren, under maj-juni.
Sveriges största barkborre är jättebastborren (Dendroctonus micans), som kan bli upp till nio millimeter lång. Dess larver håller till i en gemensam håla i barken på friska granar. På barken uppstår då en klump bestående av kåda och exkrementer och med en öppning genom barken.

Doftfälla för barkborrar.
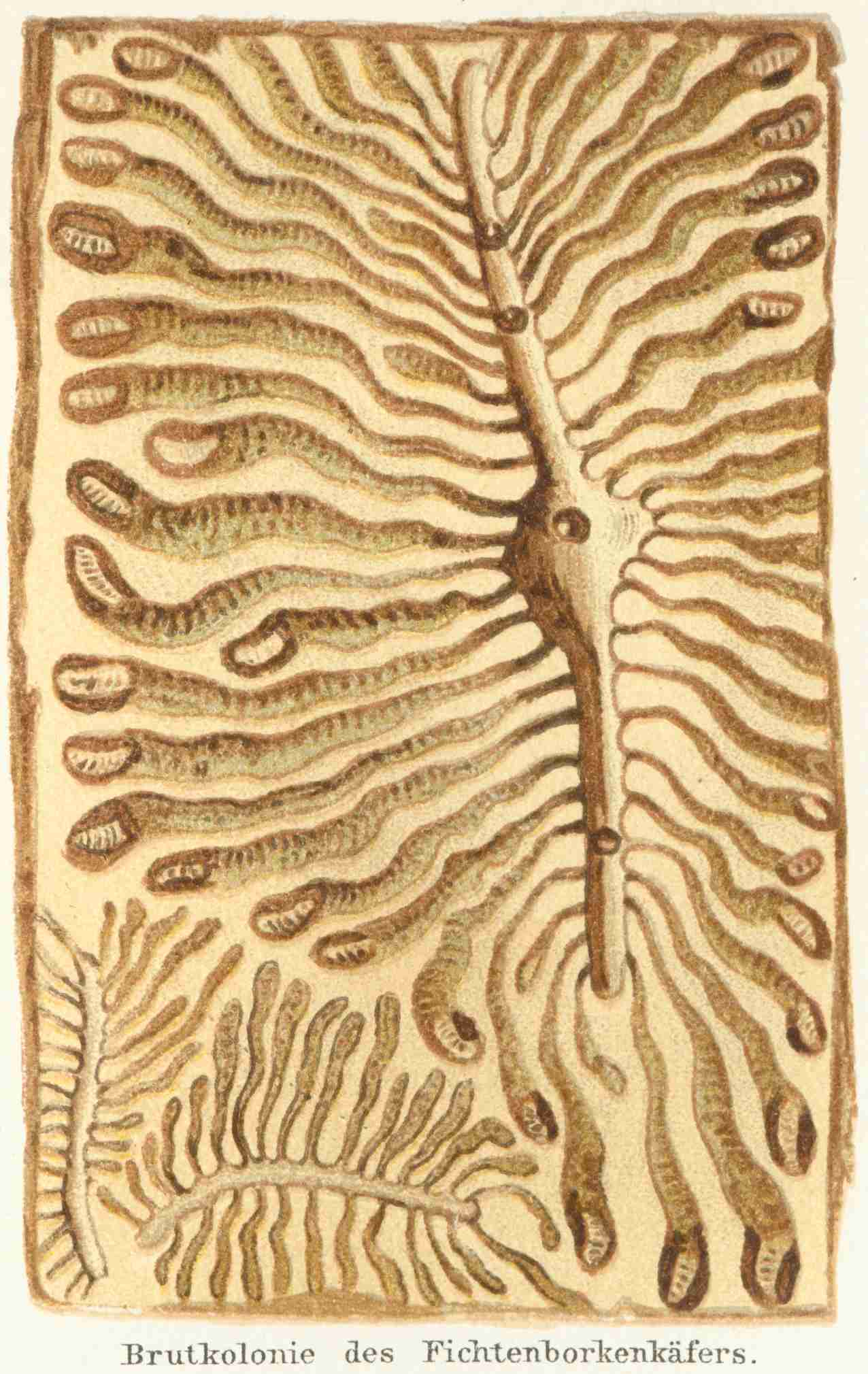
Gångar av granbarkborre.

## Släkten
| - Alniphagus - Ambrosiodmus - Araptus - Cactopinus - Carphobius - Carphoborus - Chaetophloeus - Chramesus - Cnemonyx - Cnesinus - Coccotrypes - Conophthorus - Corthylus - Cryphalus - Cryptocarenus - Crypturgus - Dendrocranulus - Dendroctonus | - Dendrosinus - Dendroterus - Dolurgus - Dryocoetes - Ericryphalus - Ernoporicus - Euwallacea - Gnathotrichus - Hylastes - Hylastinus - Hylesinus - Hylocurus - Hylurgopinus - Hylurgops - Hypocryphalus - Hypothenemus - Ips - Liparthrum | - Lymantor - Micracis - Micracisella - Monarthrum - Orthotomicus - Pagiocerus - Phloeosinus - Phloeotribus - Pityoborus - Pityogenes - Pityokteines - Pityophthorus - Pityotrichus - Polygraphus - Premnobius - Procryphalus - Pseudohylesianus - Pseudohylesinus | - Pseudopityophthorus - Pseudothysanoes - Ptilopodius - Pycnarthrum - Scierus - Scolytodes - Scolytogenes - Scolytus - Stenocleptus - Thysanoes - Trischidias - Trypodendron - Trypophloeus - Xyleborinus - Xyleborus - Xylechinus - Xylosandrus - Xyloterinus |